# لويز جولد
لويز جولد (بالإنجليزية: Louise Gold)‏ هي ممثلة بريطانية، ولدت في 1956 بلندن في المملكة المتحدة.

## وصلات خارجية
- لويز جولد على موقع IMDb (الإنجليزية)
- لويز جولد على موقع ميوزك برينز (الإنجليزية)
- لويز جولد على موقع ديسكوغز (الإنجليزية)
- لويز جولد على موقع قاعدة بيانات الفيلم (الإنجليزية)